# 李坚 (木材科学专家)
李坚（1943年2月13日—），辽宁阜新人，中国木材科学专家，中国工程院院士，东北林业大学教授、原校长。